# Колегов, Александр Васильевич
Алекса́ндр Васи́льевич Ко́легов (родился в 1946 в г. Горьком, ныне Нижний Новгород) в семье военнослужащего. По образованию — инженер-экономист. После учёбы работал проектировщиком АСУ. В настоящее время живёт в Тирасполе и работает старшим научным сотрудником Приднестровского госуниверситета.
Колегов считал, что национальные языки необходимо постоянно совершенствовать как систему, иначе они не будут способны выполнять свои функции в полном объёме.

## Биография
Колегов родился в семье военнослужащего. В связи с частыми переездами родителей жил в Одессе, в Евпатории, в Нижнем Тагиле, в Свердловске, в Орске. В 1964 г. окончил среднюю школу в посёлке Халилово Оренбургской области, близ которого находился военный городок. В этом же году поступил в МВТУ им. Баумана в Москве, а впоследствии перевёлся в ВЗПИ (Всесоюзный заочный политехнический институт) на инженерно-экономический факультет, который закончил в 1970 году.
После учёбы работал проектировщиком АСУ в организациях Одессы. Работал в научных лабораториях Одесского госуниверситета им. Мечникова и Одесского института народного хозяйства.
С 1995 года живёт в Тирасполе и работает научным сотрудником Приднестровского государственного университета им. Шевченко, который предоставил возможность для завершения работ по созданию эльюнди.

## Лингвоконструирование
Александр Колегов 30 лет посвятил созданию международного языка-посредника эльюнди. Первый проект языка эльюнди (Eliundi, Elyyundi) был создан в 1978 году. Известность пришла после опубликованной заметке в «Комсомольской правде» от 30 января 1988 года, после которой автор получил более 4 тыс. писем. В 1989 году японский лингвист Кадзуёши Фукумото сделал краткое описание языка эльюнди и опубликовал его в пятом номере университетского журнала «Кэнкю Киё» («Учёные записки»), выходящем в префектуре Сайтама. в 1989 году в журнале «Программные продукты и системы» вышла статья «Знакомьтесь… Эльюнди».
В октябре 1995 руководство Приднестровского госуниверситета поддержало проект Колегова и предоставило возможность для его публикации. Первая опубликованная книга называлась «Грамматика языка посредника Эльюнди»; она вышла в Тирасполе в 1998 году (тираж — 2000 экз.). Разработку эльюнди в своё время поддержал Юрий Мартемьянов, автор синтаксической модели языка — валентно-юнктивно-эмфазной грамматики; Юрий Марчук, профессор кафедры общего и сравнительно-исторического языкознания филологического факультета МГУ. Исследования по языку поддерживают вплоть до сегодняшнего времени одесские журналисты В. В. Алексеев и В. А. Крещук.
В 1995 году, при поддержке проректора по научной работе Е. Бомешко (впоследствии министр народного образования ПМР), профессоров Ю. Долгова и Л. Клибановой, на инженерно-техническом факультете университета была открыта тема «Создание языка-посредника Эльюнди для систем мультиязыкового машинного перевода». Автором идеи выступил Колегов. В 2000 году работа велась при научно-исследовательской лаборатории (НИЛ) по математическому моделированию. На территории СНГ это единственная НИЛ, занимающаяся математической обработкой результатов пассивного эксперимента.
К 2008 году благодаря большим комбинаторным возможностям эльюнди удалось сжать корневую базу до 77 смысловых элементов, посредством которых образуется 1756 корней и далее вся лексика нового искусственного языка (первый вариант эльюнди в 1978 году содержал более 2000 корней). Язык эльюнди, по замыслу его автора, — это вспомогательный язык международного общения, язык общения с информационными машинами и межмашинного общения, язык-посредник многоязычной системы машинного перевода и язык-хранитель общечеловеческих знаний.

## Проект реформы русского языка
С 2006 года Колегов проводит проектные изыскания в области развития и реформирования русского языка и письменности. Всего автором предложено 4570 новых слов (насекомор инсектицид, пугогон репеллент, длиман фьорд, инфиола компьютер, инфионер компьютерщик, зримист пользователь, миал электронный почтовый ящик, фотобан фотоаппарат, прибан гаджет, бушира пиар, ретидоля транш, спам всучилка, нутрия бобрун, ню обнажель), а также эквивалент обращения «Дамы и господа!» (Протоваджи!) и названия главы государства (архисан), законов (Доморама — «Закон о жилище»).
Необходимость реформ Колегов объясняет так:

Мы привыкли считать, что пользователем этнических языков является только Человек.
Однако в последнее время этническими языками пользуюся и информационные системы. И
уже грядёт Гипер-«информационная система» <…> это гипотетическая система обработки сверхбольших потоков (все газеты, журналы, книги и пр.) разноязычной информации (далее — Система). Стержнем
Системы является язык-посредник1, на который автоматически переводится вся поступающая
информация. Далее она «сбрасывается» в своеобразный «котёл» Системы, где подвергается
алгоритмической обработке и далее уходит в вечную и бесконечную память Системы (всё
это происходит на языке-посреднике). И каждый этнический язык (язык-участник)
постоянно или по запросам получает автоматически переведённую обратно необходимую
информацию.
<…>
Поэтому, для того чтобы войти в число языков-участников, каждый этнический язык в
первую очередь должен «отшлифовать» свой алфавит и соответствующую терминологию.
(Система «любит», чтобы каждый термин состоял из одного графического слова.) А если
чего-то не хватает — то добавить (предложить). В конечном счёте всё должно быть чётко и
однозначно.

Колегов также предложил дополнить русский алфавит четырьмя буквами из старой кириллицы, придумав для них новые названия:
Є (есей) ставится в словах иностранного происхождения, где слышится [э], но пишется е (дєтєктор, дє-юрє, кафє);
Ѣ (янт) служит для ударения в омонимах (замоѣк — заѣмок, мукаѣ — муѣка, ужеѣ — уѣже), двойной янт выполняет функцию логического ударения (Матьѣѣ любит дочь);
Ѳ (эфита) выполняет функцию обозначения устойчивых словосочетаний (просто чёрная дыра и чёрная-ѳ-дыра, карельская-ѳ-береза), а также для сверхдолгих звуков в междометиях (Урѳа!); три таких знака (ѳѳѳ) передают долгую паузу в диалогах; сверхкраткие звуки в звукоподражательных словах маркируются твердым знаком (Баъц!);
Ѱ (эпси, псификс) обозначает нехарактерные для русского языка буквы, которые, правда, часто встречаются в заимствованиях Гѱельмут (Helmut), Вѱильям (William).
Кроме этого, Колеговым предложена реформа русской орфографии. он сторонник написания слов цырк, пчолы, дочька, плавец, бок-о-бок.

## Влияние идей
Идеи Колегова по кодированию языка посредством чисел оказали влияние на работы Д. И. Сотникова, который разработал ещё один вариант международного языка, основанный на представлении букв и корней в системе исчисления цифр (ЯМРА — Язык международный рациональный арифметический).

## Список работ
- Колегов А. В., Международный язык-посредник эльюнди, Тирасполь, 2003 (1-е издание)
- Колегов А. В., Русварианты — варианты развития русского языка, Тирасполь, 2010
- Колегов А. В., Алгоритмы паритета // «Экономика Приднестровья», № 11, 2005
- Колегов А. В., Новое слово в нацвопросе, Тирасполь, 19.02.2011